# The First Time (film, 2012)
Pour les articles homonymes, voir The First Time.
Pour plus de détails, voir Fiche technique et Distribution.
The First Time est une comédie romantique américaine réalisée en 2012 et dirigée par Jon Kasdan.

## Synopsis
Dave, un lycéen timide, est amoureux d'une fille superficielle qui ne voit en lui que son meilleur confident. Aubrey, lycéenne sensible qui apprécie les arts plastiques, flirte avec un musicien plutôt égocentrique. Dave et Aubrey se rencontrent par hasard à une fête et s'aperçoivent qu'ils peuvent dialoguer comme ils ne l'ont encore jamais fait avec personne. Cette découverte modifie leurs sentiments, et les amène à reconsidérer leurs choix, ce qui est perturbant pour eux comme pour leur entourage.

## Fiche technique
- Titre original : The First Time
- Réalisation : Jon Kasdan
- Scénario : Jon Kasdan
- Photographie : Rhet W. Bear
- Production : Liz Glotzer, Martin Shafer
- Sociétés de production : Castle Rock Entertainment
- Durée : 98 minutes
- Pays de production :  États-Unis
- Dates de sortie :
  -  États-Unis : 19 octobre 2012
  -  Russie : 7 février 2013

## Distribution
- Dylan O'Brien (VFB : Maxime Van Santfoort) : Dave Hodgman
- Brittany Robertson (VFB : Sophie Frison) : Aubrey Miller
- Craig Roberts (VFB : Emmanuel Dekoninck) : Simon Daldry
- Maggie Elizabeth Jones : Stella Hodgman
- Lamarcus Tinker (VFB : Claudio Dos Santos) : Big Corporation
- Christine Taylor (VFB : Véronique Biefnot) : la mère d'Aubrey
- Joshua Malina (VFB : Alain Eloy) : le père d'Aubrey
- Victoria Justice (VFB : Claire Tefnin) : Jane Harmon
- James Frecheville (VFB : Nicolas Matthys) : Ronny
- Halston Sage : Brianna
- Molly Quinn : Erica #1
- Christine Quynh Nguyen : Erika #2
- Matthew Fahey : Brendan Meltzer

- Version française
  - Société de doublage : Studio Berthelot
  - Direction artistique : Raphaël Anciaux
  - Adaptation des dialogues : Jérôme Pauwels

Source VF : Symphonia films

## Anecdotes
Les deux acteurs principaux, Dylan O'Brien et Brittany Robertson, était en couple depuis le tournage du film en 2011, mais ils se sont séparés récemment.